# Ozarba phlebitis
Ozarba phlebitis là một loài bướm đêm trong họ Noctuidae.